# Исидора Карађорђевић
Исидора Карађорђевић (Београд, 17. мај 2022) је српска принцеза из династије Карађорђевић. Млађа кћерка кнеза Михаила Карађорђевића и кнегиње Љубице.

## Биографија
Исидора Карађорђевић је рођена 17. маја 2022. године у Београду, као друго дете кнеза Михаила Карађорђевића и кнегиње Љубице. Као и рођење сестре Наталије пар година раније, и њено рођење огласила су звона цркве Светог Ђорђа на Опленцу. Са очеве стране, она је унука краљевића Томислава Карађорђевића и кнегиње Линде, као и праунука краља Александра I Карађорђевића.
Припада седмој генерацији породице Карађорђевић.

## Крштење
Принцеза Исидора је крштена 27. маја 2022. године и цркви Светог Ђорђа на Опленцу. Крстио ју је епископ шумадијски Јован, а кумови су били Марко Јокић и Џоана Вилсон, дугогодишњи породични пријатељи кнежевског огранка породице.

## Титуле и признања
- 17. мај 2022 – : Њено Краљевско Височанство принцеза Исидора Карађорђевић од Србије и Југославије

## Родитељи
| име            | слика | датум рођења        |
| -------------- | ----- | ------------------- |
| Кнез Михаило   |       | 15. децембар 1985.  |
| Кнегиња Љубица |       | 21. септембар 1989. |

### Сестра
| име               | слика | датум рођења       |
| ----------------- | ----- | ------------------ |
| Принцеза Наталија |       | 26. децембар 2018. |